# ماركو دلفيكيو

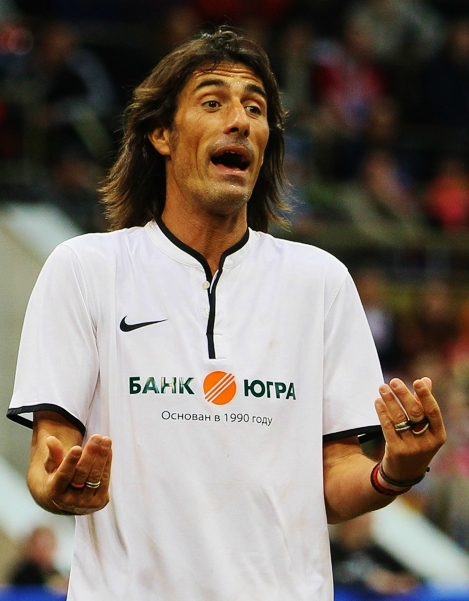

ماركو دلفيكيو (Marco Delvecchio)، (ميلانو، 7 أبريل 1973)، لاعب كرة قدم إيطالي.
بدأ مسيرته الكروية مع نادي إنتر ميلان في موسم 1991/1992، ولعب معهم أربعة مباريات، وفي موسم 1992/1993 انتقل إلى نادي فينيسيا، ولعب معهم 20 مباراة وسجل 3 أهداف، وفي موسم 1993/1994 انتقل إلى نادي أودونيزي، ولعب معهم 7 مباريات، وفي موسم 1994/1995 عاد إلى نادي إنتر ميلان، ولعب معهم 33 مباراة وسجل 5 أهداف، وفي عام 1995 انتقل إلى نادي روما، ولعب معهم حتى عام 2005، وشارك معهم في 269 مباراة وسجل 77 هدف، وفي عام 2005 انتقل إلى نادي بريشا، ولعب معهم 5 مباريات، وفي موسم 2005/2006 انتقل إلى نادي بارما، ولعب معهم 8 مباريات وسجل هدف واحد، ويلعب حاليا مع نادي أسكولي.
و قد لعب مع منتخب إيطاليا لكرة القدم بين عامي 2000 و2003، وشارك معهم في 14 مباراة وسجل 3 أهداف.

## روابط خارجية
- ماركو دلفيكيو على موقع الاتحاد الدولي (مؤرشف)  (الإنجليزية)
- ماركو دلفيكيو على موقع قاعدة بيانات كرة القدم.إي يو (الإنجليزية)
- ماركو دلفيكيو على موقع ناشيونال فوتبول تيمز (الإنجليزية)
- ماركو دلفيكيو على موقع Soccerbase.com (لاعب) (الإنجليزية)
- ماركو دلفيكيو على موقع Soccerway.com (الإنجليزية)
- ماركو دلفيكيو على موقع عالم كرة القدم.نت (الإنجليزية)
- ماركو دلفيكيو على موقع أوليمبيديا (الإنجليزية)